# Tom Tugendhat
Thomas Georg John Tugendhat (Londra, 27 giugno 1973) è un politico britannico, membro del Partito Conservatore nonché parlamentare eletto in rappresentanza del collegio di Tonbridge dal 2024 e Presidente della Commissione Affari Esteri dal 2017 al 2022. Prima di entrare in politica, ha lavorato come giornalista e come consulente di pubbliche relazioni in Medio Oriente. Ha anche prestato servizio nelle forze armate dal 2003 al 2013, ricoprendo il ruolo di tenente colonnello nelle riserve dell'esercito britannico, prestando servizio nella guerra in Iraq e in quella in Afghanistan.
È il nipote del giornalista e politico Christopher Tugendhat.